# Sourountouna
Sourountouna is een gemeente (commune) in de regio Ségou in Mali. De gemeente telt 12.400 inwoners (2009).